# The Crescent
The Crescent (tidigare Enochian Crescent) är ett finskt black metal-band som grundades år 1995 i Vasa. Bandet bytte namn 2012.

## Medlemmar
Nuvarande medlemmar
- Viktor (Karri Suoraniemi aka Victor Floghdraki) – gitarr, sång (2012– )
- SU (Sami Ukkonen) – basgitarr (2017– )
- TR (Teppo Ristola) – trummor (2017– )
- OV (Olli Vesanen) – gitarr (2017– )

Tidigare medlemmar
- Black Vomit Bolton – trummor (2012–2016)
- Tuomas Tunturituuli – basgitarr (2012–2016)
- Vilhelm (Ville Lamminaho) – gitarr (2012–2016)
- Markus "Hellwind" Tuonenjoki – sång (2012–2016)

Senaste medlemmar i Enochian Crescent
- Victor Floghdraki (Karri Suoraniemi aka Viktor) – gitarr, sång (1995–2012)
- Drakh Wrath (Janne Kuru) – sång (1995–2012)
- Black Vomit Bolton – trummor (2002–2012
- Tuomas Tunturituuli – basgitarr (2009–2012
- Vilhelm (Ville Lamminaho) – gitarr (2009–2012)

Tidigare medlemmar i Enochian Crescent
- Harald Tannin (Harry Kessunmaa) – basgitarr (1995–2000)
- Caer Hallam Generis (Kai Hahto) – trummor (1995–1999)
- Anshelm (Anssi Hyvärinen) – gitarr (1995–1996)
- Michael Apofis (Mikko Hannuksela) – gitarr (1996–2000)
- Grief Kadmos (Jani Martikkala) – trummor (1999–2001)
- Mathias Pharmacist (Mathias Palmroth) – gitarr (2001–2007)
- Dr von Pfosforus (Mika A.A. Hyytinen) – basgitarr, sång (2001–2007)

## Diskografi
Som "Enochian Crescent"
- 1996 – Promo III (demo)
- 1997 – Telocvovim (studioalbum)
- 1998 – Babalon Patralx de Telocvovim (EP)
- 1998 – The Blackened Rainbow (delad EP med Throes of Dawn, Ravendusk och Alghazanth)
- 2000 – Omega Telocvovim (studioalbum)
- 2005 – O.B.C (delad album med O och The True Black Dawn)
- 2006 – Black Church (studioalbum)
- 2010 – NEF.VI.LIM (studioalbum)

Som "The Crescent"
- 2012 – Tuhkaa / Käärmeen polulla	(delad singel: Enochian Crescent / The Crescent)
- 2013 – Risti (studioalbum)